# Česká Zbrojovka Strakonice
Česká Zbrojovka Strakonice è un'azienda costruttrice di motociclette e di armi da fuoco con sede a Strakonice, in Repubblica Ceca dal settembre del 1919.

## Storia

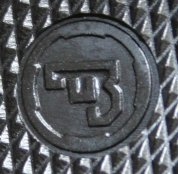
Logo della divisione armi Česká Zbrojovka Uherský Brod, su una guancetta di una CZ 75B

La fondazione avvenne nel 1918 in Cecoslovacchia come azienda armiera. Diverse aziende con matrice comune dal 1919 produssero armi e altri prodotti di meccanica come la Československá zbrojovka (Tschechoslowakische Waffenfabrik), automobili.
Nel 1919 viene fondata a Plzeň una fabbrica di pistole, che dal 1921 si trasferì a Strakonice. Costruirono pistole d'ordinanza ČZ-Ordonnanzwaffe per militari e polizia. Nel 1935 iniziò la produzione di motociclcette, nel 1936 viene costruita una seconda fabbrica  a Ungarisch Brod.
Sotto il protettorato Reichsprotektorat Böhmen und Mähren, nel periodo del nazionalsocialismo, nel 1939 l'azienda viene occupata per la produzione di armi, fino alla fine della seconda guerra mondiale, per la Wehrmacht.
Dopo la guerra la Česká Zbrojovka nel 1946 viene statalizzata e indirizzata verso la produzione di motociclette, anche motocross e enduro, così come scooter a marchio Čezeta. Nel 1959 si festeggia il milionesimo esemplare prodotto da 1945.
La Československá zbrojovka dopo un'insolvenza cede la divisione di armi Česká Zbrojovka Uherský Brod.
Nel 1992 la ČZ diventa società per azioni, privatizzata nel 1993 dopo la caduta del comunismo e nel 1998 chiude le sue attività.

## Motoveicoli

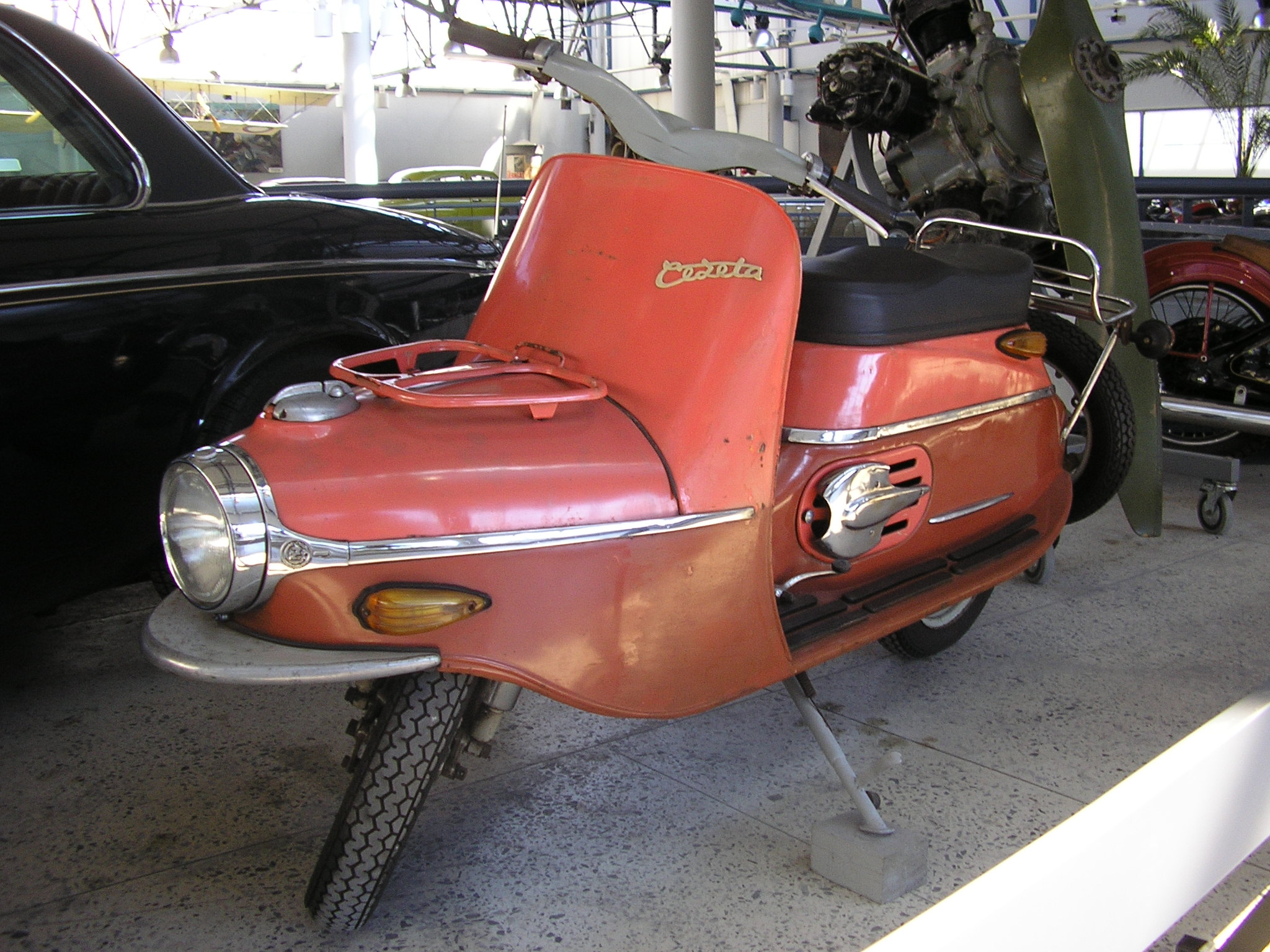
La Čezeta, scooter prodotto fra il 1957 e il 1964 dalla Česká Zbrojovka Strakonice.

L'azienda nacque come divisione delle officine Škoda con il nome di Jihočeská zbrojovka ("Armeria della Boemia Meridionale"). La società si fuse con un'altra attiva nello stesso settore a Vejprty ed una di Praga nel 1922. Si formò quindi una società per azioni con nome Armeria ceca di Praga dello Stabilimento di Strakonice.
Nel 1929 la crescita della Česká Zbrojovka raggiunse un punto di svolta: con il calo di vendite di armi seguito alla fine della prima guerra mondiale, la società acquisì una fabbrica di componenti di biciclette a Kralupy nad Vltavou.
La produzione motociclistica ČZ iniziò nel 1932 con una serie di biciclette a motore; a partire dal 1935 la Casa cecoslovacca iniziò la produzione di motociclette vere e proprie: da ricordare una 500 bicilindrica due tempi ispirata ad una coeva DKW.
Nel 1936 la società aprì uno stabilimento in Moravia, a Uherský Brod, che nel secondo dopoguerra diventerà una fabbrica d'armi autonoma con il nome Česká Zbrojovka Uherský Brod.
Passata la seconda guerra mondiale, la ČZ fu nazionalizzata e nel 1948, fusa con la Jawa. All'interno del gruppo la ČZ produceva veicoli di cilindrata medio-piccola (250 cm³ al massimo). Con gli anni cinquanta la casa di Strakonice iniziò ad impegnarsi nelle competizioni, sia su strada che in fuoristrada: i risultati migliori li ebbe nel motocross, dove le potenti 250 e 500 cecoslovacche furono le prime moto da cross con motore due tempi a vincere dei titoli mondiali, mettendo in pratica fine al predominio del motore quattro tempi in auge fino ad allora, e conquistarono complessivamente 7 titoli (3 a testa per Joël Robert e per Paul Friedrichs, uno per Victor Arbekov) e nella Regolarità (15 Sei Giorni tra il 1948 e il 1982), mentre nel Motomondiale non si andò più in là di alcuni podi nelle classi 250 e 350 (da ricordare, in quest'ultima categoria, il secondo posto di Bohumil Stasa al GP di Cecoslovacchia 1971, dietro a Jarno Saarinen).
Per quanto riguarda la produzione stradale, importanti furono le 125/175 lanciate nel 1968, spinte da un robusto monocilindrico due tempi, disponibili sia in versione stradale (le "Sport") che scrambler (le "Trail").
Con gli anni settanta la ČZ perse rilevanti quote di mercato in Europa Occidentale e negli USA a favore delle moto giapponesi; si decise quindi di concentrare i propri sforzi commerciali verso i paesi del COMECON. Il crollo dell'Unione Sovietica segnò l'inizio della crisi per Jawa e ČZ, che nel 1993 siglarono un accordo con la Cagiva per costruire su licenza una serie di modelli della Casa varesina. Le pessime condizioni finanziarie della Casa italiana portarono nel 1997 alla cessazione della produzione motociclistica ČZ; le officine di Strakonice furono riconvertite alla produzione di componentistica per la Škoda.

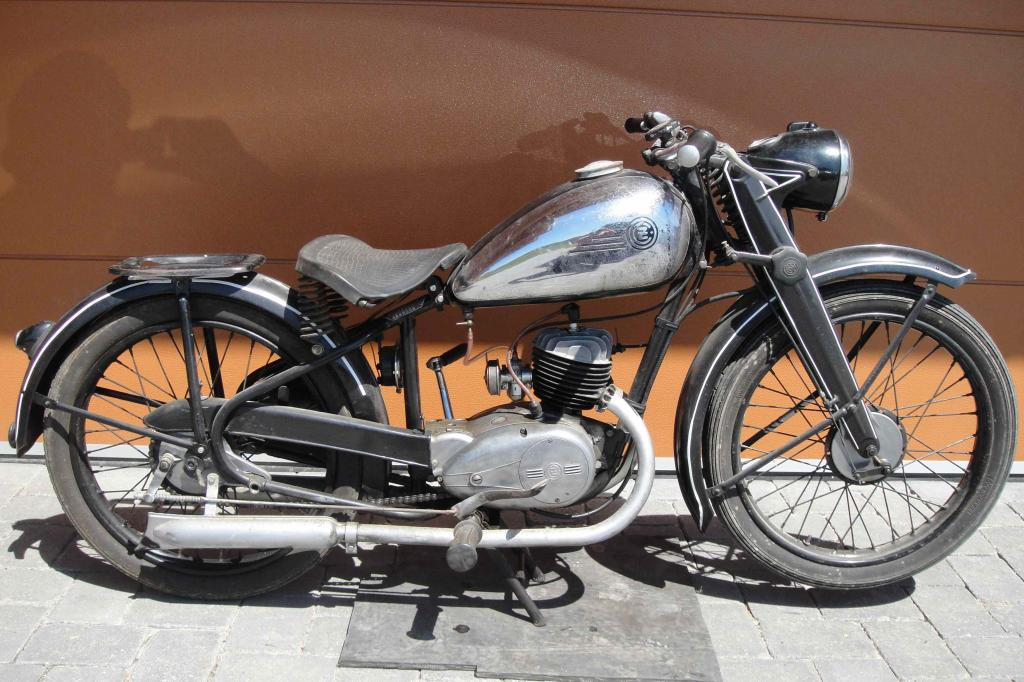
ČZ 125B del 1947

Tra i veicoli vanno ricordati i modelli:
- Typ 860 GP, 350 cm³ V4 bialbero capace di raggiungere una velocità max. di 240 km/h (1969)
- ČZ 175 typ 992 Enduro (1972)
- enduro 250 (1975)

Negli anni novanta ha prodotto, per conto della Cagiva, i modelli roadster 125, 200.

## Competizioni

### Campionato del mondo di motocross
- 1964  250 cc Motocross - Joël Robert, Belgio
- 1965  250 cc Motocross - Victor Arbekov, Russia
- 1966  500 cc Motocross - Paul Friedrichs, Germania est
- 1967  500 cc Motocross - Paul Friedrichs
- 1968  500 cc Motocross - Paul Friedrichs
- 1968  250 cc Motocross - Joël Robert
- 1969  250 cc Motocross - Joël Robert

### International Six Day Trials
- 1947 Trophy - Team Czechoslovakia
- 1952 Trophy - Team Czechoslovakia
- 1954 Trophy - Team Czechoslovakia
- 1956 Trophy - Team Czechoslovakia
- 1958 Trophy - Team Czechoslovakia
- 1959 Trophy - Team Czechoslovakia
- 1962 Trophy - Team Czechoslovakia
- 1970 Trophy - Team Czechoslovakia
- 1971 Trophy - Team Czechoslovakia
- 1972 Trophy - Team Czechoslovakia
- 1973 Trophy - Team Czechoslovakia
- 1974 Trophy - Team Czechoslovakia
- 1977 Trophy - Team Czechoslovakia
- 1978 Trophy - Team Czechoslovakia
- 1982 Trophy - Team Czechoslovakia

## Prodotti

### Motociclette e scooter

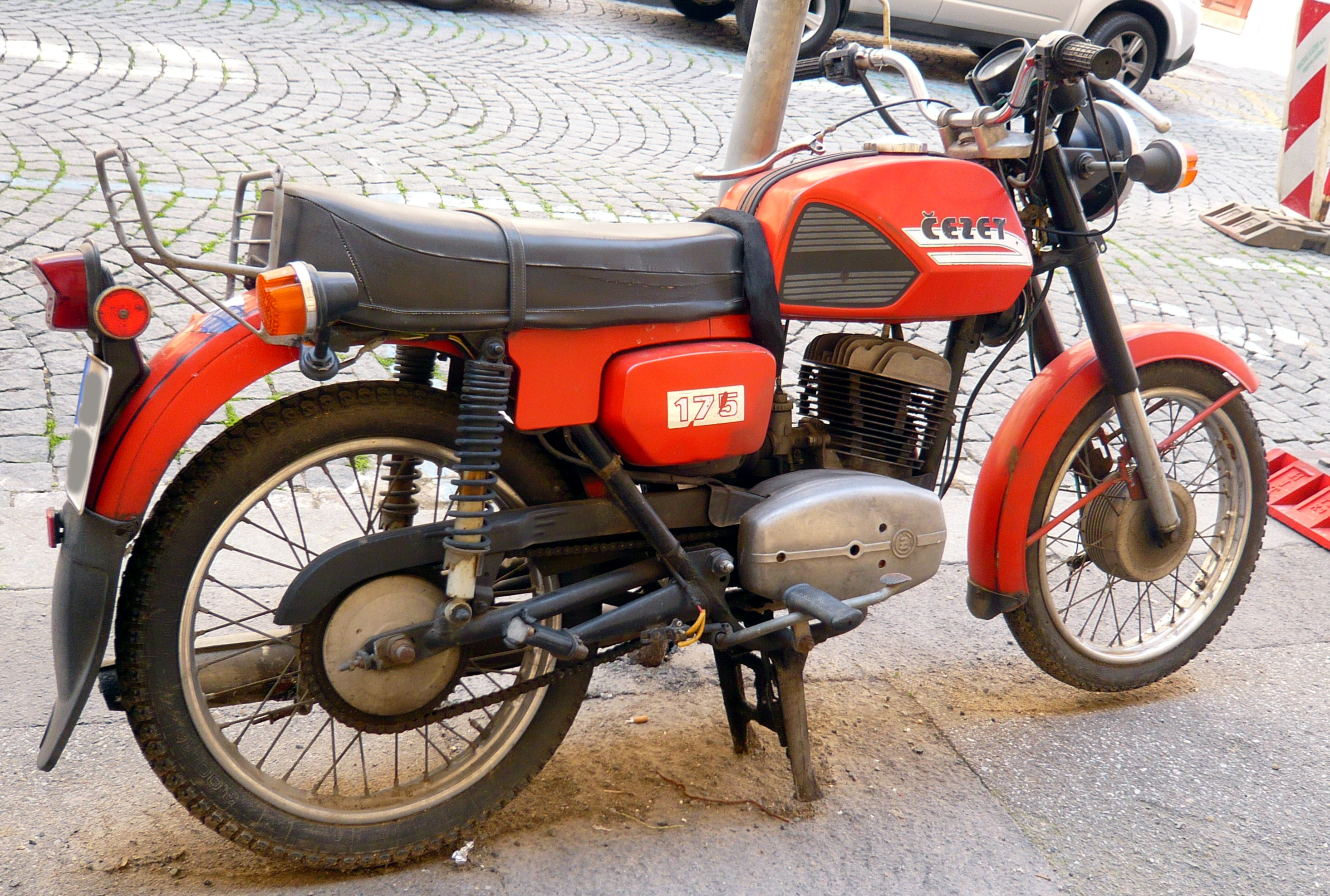
ČZ 175
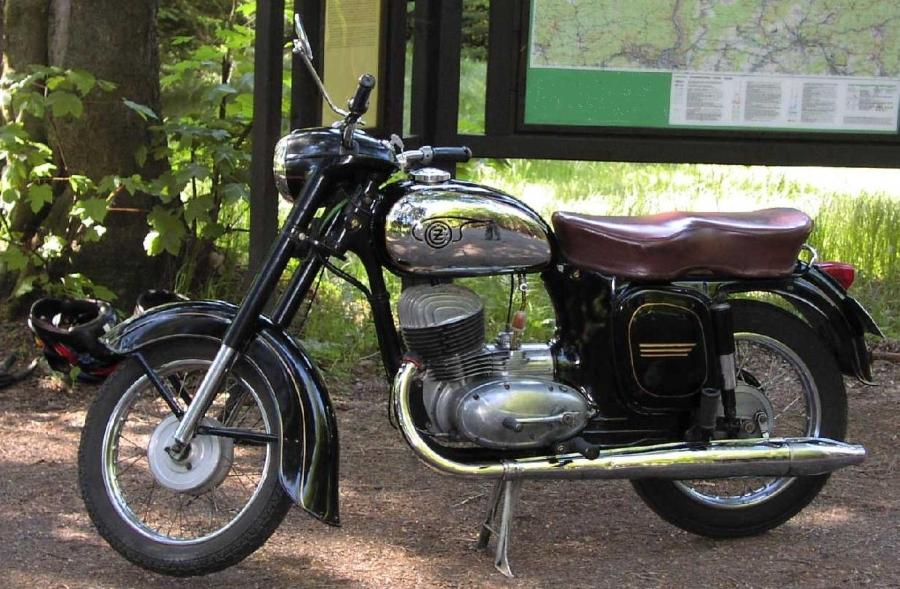
ČZ 250
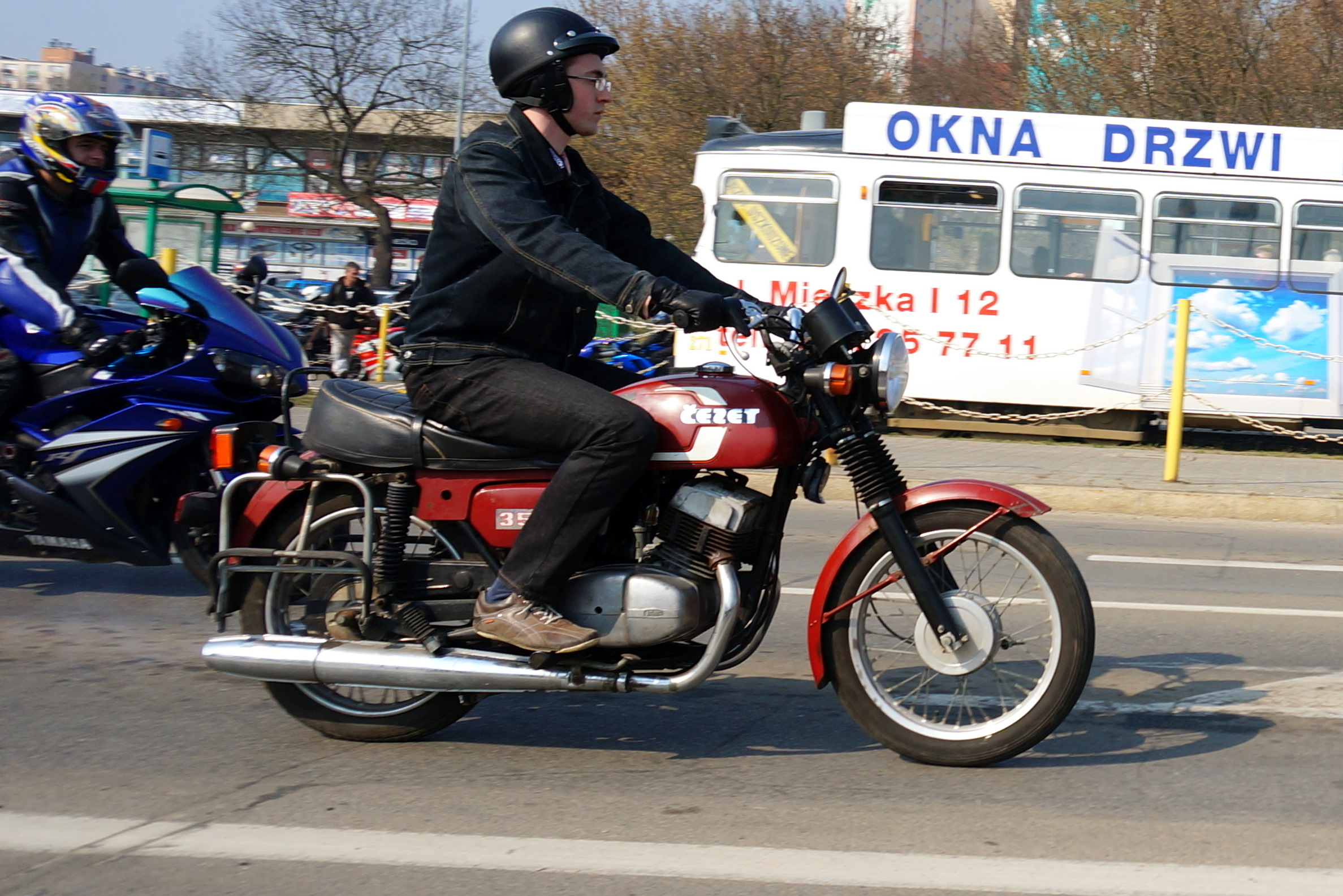
ČZ 350
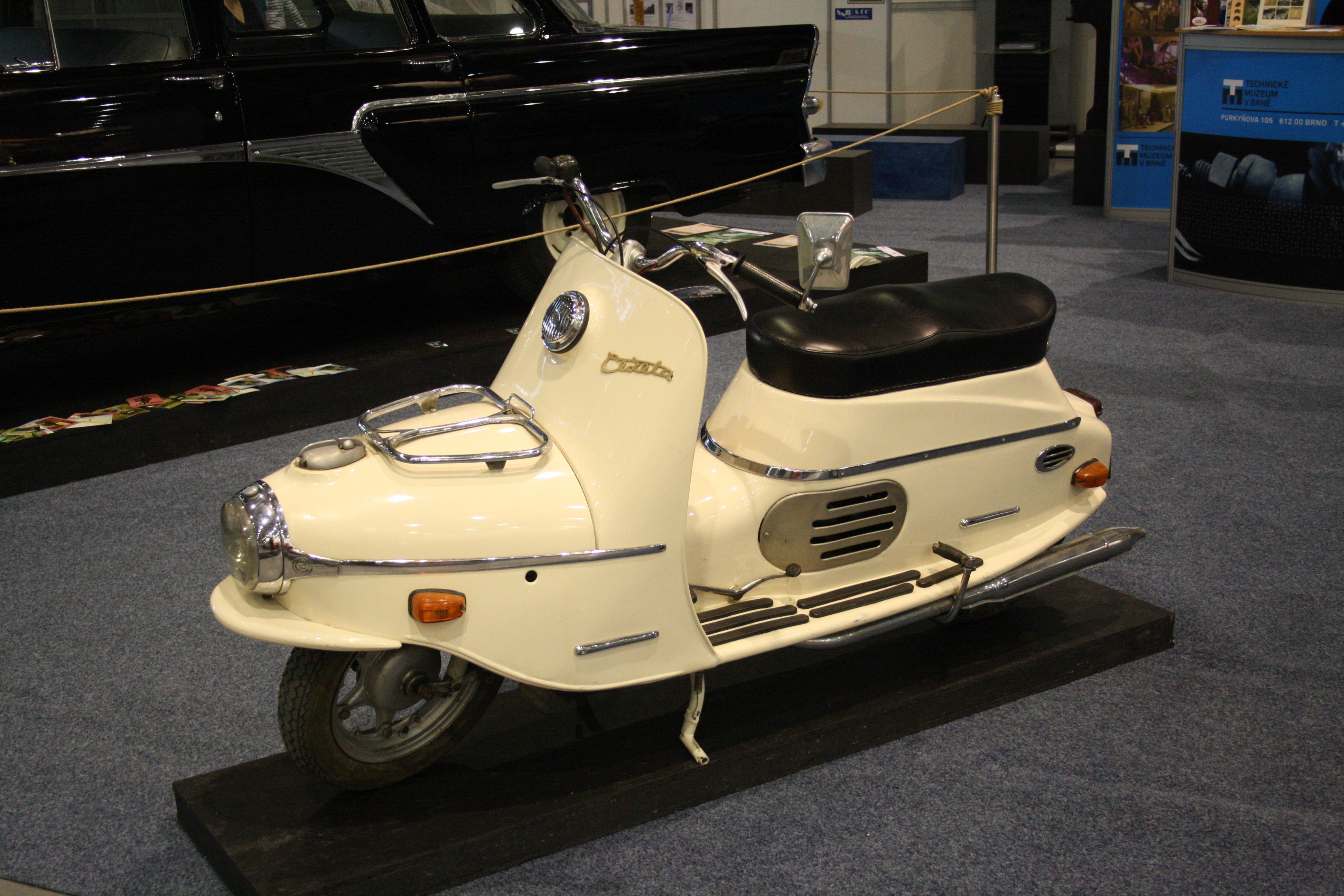
Čezeta

Motori 1977, raffreddamento ad aria, mnocilindri due tempi:
- 124 cm³ come Trial-, Motocross- (125 MX) e Wettbewerbsversion
- 172 cm³ come Trial- e Enduro (175 E)
- 247 cm³ come Enduro- (250 E), Motocross- (250 MX) e Wettbewerbsversion
- 380 cm³ come Motocross- (400 MX) und Wettbewerbsversion